# 汉堡工业大学
汉堡工业大学（德語：Technische Universität Hamburg），是位于德国北部城市汉堡的一所工业大学，创建于1978年，它是德国最年轻也是最短时间知名的学校之一。目前学校有100名高级讲师和教授，1150名教职工工作以及5000名学生。

## 国际学生硕士项目
1. 材料科学欧洲硕士
2. 材料科学
3. 机械电子学
4. 信息学和电子通信
5. 过程工程
6. 结构工程
7. 环境工程
8. 信息和媒体科技
9. 国际生产管理
10. 微电子和微机电系统
11. 生物工程
12. 电磁学, 光学和微波工程
13. 全球创新管理

## 画廊

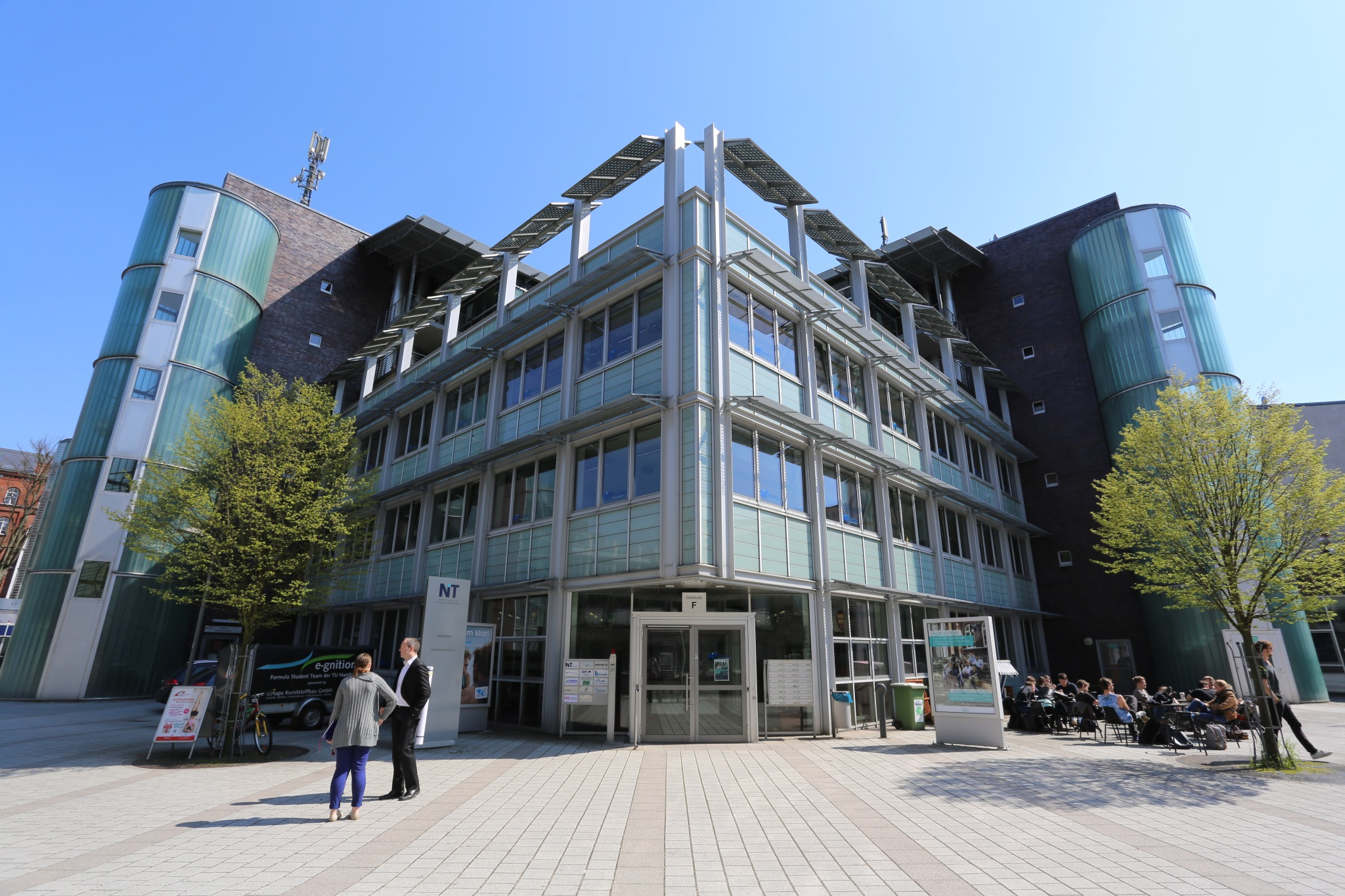
汉堡工业大学
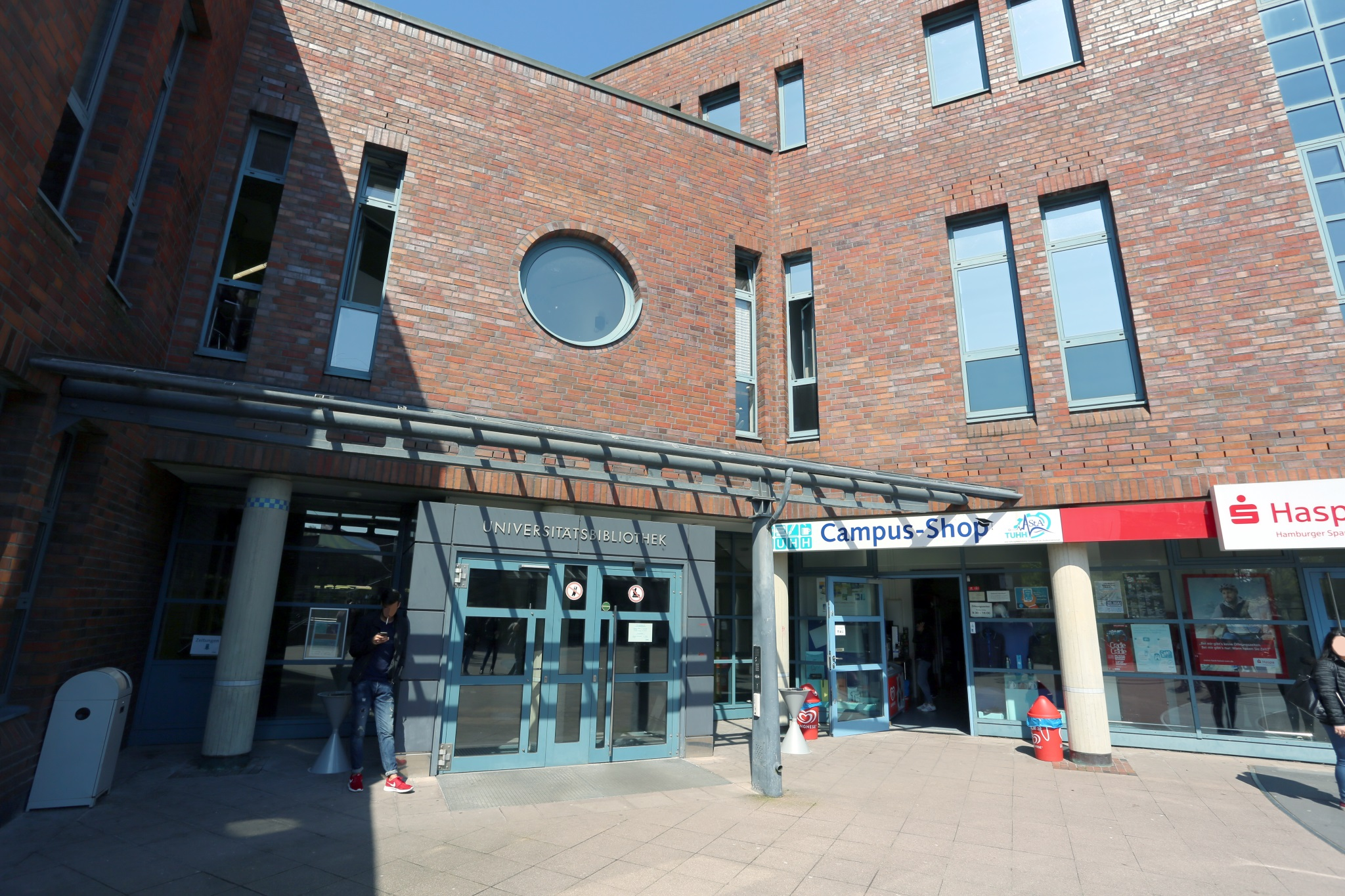
学校图书馆